# Josef Eduard Ploner
Josef Eduard Ploner (Sterzing, 4 februari 1894 – Innsbruck, 23 juni 1955) was een Oostenrijks componist, muziekpedagoog, dirigent, organist en klavecinist van Italiaanse afkomst.

## Levensloop
Ploner studeerde eerst aan de "Lehrerbildungsanstalt" te Innsbruck. Van 1910 tot 1913 volgde hij muziekstudies bij Josef M. Schwammel en Josef Pembaur in Innsbruck. Daaropvolgend was hij tot 1920 leraar en organist in verschillende plaatsen in Tirol. Dit werd  onderbroken doordat hij van 1915 tot 1917 (Eerste Wereldoorlog) in het Oostenrijkse leger ingedeeld werd. In 1918 en 1919 studeerde hij aan de "Musikschule Kaiser" in Wenen. Verdere muzikale studies volgde hij bij Emil Anton Schennich in Innsbruck (1919–1921) en bij Albert Greiner in Augsburg (1926).
Vanaf 1920 werkte hij als leraar in Innsbruck en was ook koorleider, onder andere aan de Christuskerk Innsbruck, dirigent, organist en klavecinist alsook zangleraar aan de muziekschool van de "Innsbrucker Musikverein". Tot zijn leerlingen behoren Peter Paul Suitner, Sepp Tanzer en Sepp Thaler. In 1925 richtte hij de Innsbrucker Kammerchor op. In deze periode schreef hij zijn eerste composities. In het totaal schreef hij meer dan 200 werken. 

## Composities

### Werken voor orkest
- Aus der Hausmusik Nr. 4, voor strijkorkest, op. 167
- Das Tiroler Jahr, suite voor orkest
- Imster Schemenlaufen, rondo voor orkest
- Musik und Landschaft
- Trauernd Land

### Werken voor harmonieorkest
- 1952 Symphonie in Es, voor harmonieorkest
- 1955 Feierliches Vorspiel für eine Goethe-Feier
- Adolf-Pichler-Fanfare
- Choral
- Choral Suite, op. 166
- Choralvorspiel
- Die Namenlosen, fanfare voor harmonieorkest
- Heldengedenken
- Heldische Musik, grote suite in 4 delen naar Duitse volksliederen voor 6 trompetten, 3 trombones, tuba en pauken, op. 83
- Jugend-Fanfare
- Malseiner-Marsch
- Monolog und Kanon

### Werken voor koor
- 1935 Der grimmig Tod, cantate, op. 77
- 1953 A Bergsträußl, voor gemengd koor - tekst: Jakob Kopp
- 1953 A Jodler, voor gemengd koor - tekst: Jakob Kopp
- 1953 A Röasl hat duftet, voor gemengd koor - tekst: Jakob Kopp
- 1953 Der alte Schnapswastl, voor gemengd koor - tekst: Jakob Kopp
- 1953 Die Liab und der Wein, voor gemengd koor - tekst: Jakob Kopp
- 1953 Nur fein sein, voor gemengd koor - tekst: Jakob Kopp
- Das saggrische Leben, voor gemengd koor - tekst: J. M. Urich
- Das Tor, voor gemengd koor
- Der Berg, voor gemengd koor
- Geistliche Gesänge, voor gemengd koor, op. 16
- Zwischen Zeit und Ewigkeit, motet voor gemengd koor in vier delen, op. 34
- Walther von der Vogelweide, cantate
- Land im Gebirge, oratorium
- O edle Seele, voor vrouwenkoor en strijkkwartet, op. 59
- Spingeser Schlachtlied, voor gemengd koor
- Türken Auspratschen, voor gemengd koor
- Vier gedichte von Goethe, voor vrouwenkoor en strijkkwartet
- Waldesstimme, voor mannenkoor
- Winternacht, voor mannenkoor - tekst: Erich Kofler

### Vocale muziek
- Es taget, voor sopraan (solo), mannenkoor, dwarsfluit en 2 hoorns, op. 27

### Kamermuziek
- Drei Stücke, voor 2 trompetten, 2 hoorns, bariton en tuba
  1. Choral
  2. Stilles Lied
  3. Jagdstück
- Geistliches Trio, voor viool, cello en orgel, op. 39
- Hausmusik nr. 4, kwartet voor dwarsfluit, viool, altviool en gitaar, op. 167
- Kleine Blechbläser-Musik, in 3 delen voor 2 trompetten, hoorn, bariton en tuba
- Strijkkwartet in d klein, op. 44
- Strijkkwartet, op. 203
- Strijkkwartet in a klein
- Strijktrio in G groot, op. 146

## Publicaties
- samen met: Artur Kanetscheider, Toni Katschthaler: Volkslieder aus Tirol, Innsbruck, Wien, 1950.